# Hamza (rzeka)
Hamza – nieoficjalna nazwa rzeki podziemnej odkrytej w 2011 w Brazylii i odwadniającej Basen Amazonki. Istnienie przepływu wody z kierunku zachodniego na wschód stwierdzono ok. 4000 metrów pod powierzchnią Ziemi na podstawie analizy 241 odwiertów firmy Petrobras. Długość Hamzy wynosi ok. 6000 kilometrów, przepływ zaś ok. 3% przepływu Amazonki.